# Хан, Герардус ван
Герардус ван Хан (нидерл. Gerardus van Haan, настоящее имя Дирк Буст Гипс (нидерл. Dirk Boest Gips); 30 июля 1864 года, Дордрехт — 11 ноября 1920, Гаага) — нидерландский стрелок, бронзовый призёр летних Олимпийских игр 1900.

## Биография
Работал брокером, несколько лет жил в Роттердаме, в 1905 году переехал в Гаагу.
На Играх Хан участвовал в соревнованиях по стрельбе из армейского пистолета. В одиночном состязании он занял 6-е место, набрав 437 очков. В командном его сборная заняла третье место, выиграв бронзовые медали.
В различных источниках Хан упоминался как ван Хан (нидерл. van Haan) и ван Лан (нидерл. van Laan). В списках позднего шведского историка Леннарта Дахллёфа (швед. Lennart Dahllöf) Хан упоминался как Герардус ван Хан (нидерл. Gerardus van Haan), откуда имя «Герардус ван Хан» попало во многие спортивные справочники. Настоящее имя спортсмена долгое время оставалось неизвестным, но в 2000 году нидерландский исследователь Энтони Бейкерк, потратив 40 лет на его поиск, заявил, что настоящее имя Хана — Дирк Буст Гипс (нидерл. Dirk Boest Gips). Бейкерк нашёл имя Д. Бурс Гипс (нидерл. D. Boers Gips) в газете провинции Северный Брабант 1900 года, где был опубликован список участников «международного соревнования по стрельбе, организованного в Версале». По предположению Бейкерка, провинциальная газета упомянула соревнование стрелков, так как один из нидерландских стрелков, Антониус Боувенс, жил в 1900 году в столице Северного Брабанта Хертогенбосе. В дальнейшем Бейкерку удалось уточнить и подтвердить имя «Дирк Буст Гипс» в других источниках. По утверждению Бейкерка, в начале XX века стрелки часто использовали псевдонимы, когда участвовали в соревнованиях, и имена «Ван Хан» и «Ван Лан» были именно такими псевдонимами.